# Cinema d'essai
Il termine cinema d'essai viene utilizzato in Italia per riferirsi a tutte quelle sale cinematografiche le cui scelte di cartellone si basano sulla qualità artistica del film. Il nome "cinema d'essai" deriva dalla qualifica di "Cinéma d'art et d'essai", (letteralmente "Cinema d'arte e di prova") che in Francia, fin dagli anni quaranta, venne attribuita a quelle sale cinematografiche che proiettavano  film non commerciali, di derivazione avanguardista  e rivolti a un pubblico colto. In Italia le sale di cinema d'essai videro una grande espansione negli anni sessanta, dopo che l'avvento della politica degli autori determinò un nuovo modo di pensare il cinema.

## Definizione del termine
Col termine "film d'essai" la legge italiana definisce un film "di ricerca e sperimentazione" a cui è anche applicabile la definizione di "film di qualità". La qualifica "film d'essai" viene attribuita da un'apposita commissione. Più in generale, "si dichiara d’essai un film che contribuisca alla diffusione della cultura cinematografica e alla conoscenza di correnti e tecniche sperimentali".

## Storia

### Nascita ed espansione del cinema d'essai
Il primo e più energico sostenitore in questa direzione, fu Louis Delluc, il quale, oltre a pubblicare la rivista Le Journal du Ciné-Club a cui seguì Cinéa, lavorò parecchio a sostegno delle pellicole del cinema d'avanguardia fondando a Parigi il primo ciné-club francese che diede inizio a quello che diverrà poi il movimento dei Cine Club nel mondo. I nuovi linguaggi del cinema d'artista come l'impressionismo francese, l'espressionismo tedesco e la scuola sovietica del montaggio, riuscirono a beneficiare dell'impatto che queste iniziative avevano sul pubblico intellettuale. La prima, vera "salle specialisée" fu però il Vieux Colombier che venne inaugurato a Parigi nel 1924 da Jean Tedesco, dopo aver trasformato il teatro ereditato da Jacques Copeau in una sala cinematografica. Nel 1926 aprirono i cinema L'œil de Paris, lo Studio 28, e lo Studio des Ursulines. Quest'ultimo fu aperto dagli attori Armand Tallier e Laurence Myrga con il progetto esplicito di fare una sala per l'élite intellettuale parigina. Sale simili cominciarono a essere aperte in tutta la Francia e tra la fine degli anni trenta e l'inizio degli anni quaranta furono definite come "Cinéma d'art et d'essai". Il fenomeno si espanse nel dopoguerra in quasi tutti i maggiori stati europei, diffondendosi presto anche fuori dal continente. Nel 1940 anche Bruxelles poteva contare tre sale ed erano nati nuovi cinema d'essai nelle città di Liegi, Gand ed Anversa.
Contemporaneamente le varie legislazioni del settore andavano selezionando i criteri per l'ammissione di sale e film al concetto d'essai, ovvero in generale di un prodotto che avesse interesse culturale dominante rispetto alla sua riuscita commerciale. Nella Repubblica Federale Tedesca, già nel 1953 nacque la Gilde Deutscher Filmkunsttheather, mentre nel 1955, in Francia, le sale "d'art et d'essai" si erano riunite nell'Association française des cinémas d'art et d'essai (AFCAE) e iniziavano a essere protette come bene culturale dalla Direction générale du Centre national de la cinématographie.

### Il cinema d'essai negli Stati Uniti
I cinema d'essai iniziarono a sorgere sul territorio USA già nel 1925. A New York in quell'anno venne inaugurata la Films Art Guide, società che proponeva gli spettacoli di domenica mattina a un pubblico di esperti. A partire dal 1930 l'impegno di intellettuali statunitensi ed emigranti europei favorì la crescita di questi circuiti sul suolo statunitense, patria di Hollywood e del cosiddetto cinema commerciale. La vera esplosione si ebbe durante gli anni sessanta quando quasi tutte le grandi città statunitensi, oltre che le cittadine universitarie, ospitavano più di una sala di questo tipo. I film proiettati erano soprattutto di importazione. A essere diffusi furono soprattutto pellicole inglesi (alcune, come Scarpette rosse di Michael Powell, ebbero un successo tale da superare il confine dell'essai e diventare campioni di incassi occupando il circuito commerciale). Fu in questo contesto che il pubblico americano conobbe film come Roma città aperta di Roberto Rossellini, Ladri di biciclette di Vittorio De Sica, o Amanti perduti di Marcel Carné.

### Il cinema d'essai in Italia
Se nel resto d'Europa, l'evoluzione che portò al circuito dei "Cinéma d'art et d'essai" si era già sviluppata fino a ottenere una legislazione che li riconoscesse verso la metà degli anni cinquanta, in Italia la prima sala che venne qualificata come "Cinema d'essai" fu il Quirinetta di Roma nel 1960, a cui seguirono il Cinema Centrale a Milano ed il Nuovo romano di Torino. Se infatti fino a questo momento, i fruitori del "cinema di qualità" si erano rivolti principalmente dei Circoli di cinema, con gli anni sessanta e il sempre maggiore sviluppo del cinema d'autore, nacque la necessità di scegliere i film da vedere, a prescindere dalla programmazione precostituita dei Cine Club. In questi anni erano poi cambiati fortemente i gusti del pubblico generalista con film come La dolce vita di Federico Fellini e Rocco e i suoi fratelli di Luchino Visconti, che riuscivano a entrare nelle classifiche dei botteghini. Nel 1962 fu quindi creata l'Associazione Italiana Amici Cinema d'Essai diretta da Jacopo Chessa, primo tentativo di stimolo verso un circuito di sale con programmazione alternativa. Nel 1970 l'Associazione Generale Italiana dello Spettacolo (AGIS), assieme alla Associazione Nazionale Esercenti Cinema, fondò il Film d'arte e di cultura (FAC) per facilitare la divulgazione delle opere cinematografiche. Nel 1979 le sale d'essai si riunirono nella Federazione italiana dei cinema d'essai (FICE), allora presieduta da Claudio Zanchi e a sua volta facente parte della Confédération internationale des cinémas d'art et d'essai (CICAE), nata nel 1955. Il riconoscimento delle sale dura due anni ed è rinnovabile.